# Samoświadomość
Samoświadomość – świadomość samego siebie, zdawanie sobie sprawy z doświadczanych aktualnie doznań, emocji, potrzeb, myśli, swoich możliwości czy ograniczeń, autokoncentracja uwagi. Jest to także pojmowanie, „idea samego siebie”.

## Aspekty psychologiczne
Świadomość siebie tu i teraz może prowadzić do rozpoznania wzorców i mechanizmów działania oraz ich przyczyn, co pozwala niekiedy na uwolnienie się od zaburzonych zachowań, np. poprzez zrozumienie ich funkcji i znaczenia (zobacz też: wgląd). Zaburzone zachowania czy negatywne emocje wiążą się niekiedy z pozostawianiem jego przyczyn w nieświadomości, na przykład na skutek stosowania mechanizmów obronnych  .

## Aspekty medyczne
Samoświadomość, czyli posiadanie „idei samego siebie”, w sposób doświadczalny sprawdza się poprzez zdolność rozpoznawania siebie w lustrze, tzw. test lustra. Pojawia się ona u dzieci w 18 miesiącu po urodzeniu, jest przypisywana korze mózgowej. W przypadku jednak jej uszkodzenia, funkcja ta może być przejęta przez inne części mózgu. Według badań Phililpe’a Rochata już 2–3 miesięczne dzieci mają zdolność rozróżniania wizualnej informacji dotyczącej własnego ciała. Świadomość można stracić na skutek zespołów zaburzeń świadomości, np. śpiączki.